# Ramon Pipin
Alain Ranval, dit Ramon Pipin, est un chanteur, auteur, compositeur, arrangeur guitariste et humoriste français, né le 25 mai 1952 à Paris.
Il est l'un des membres fondateurs du groupe Au Bonheur des dames, puis du groupe Odeurs. D'autre part, il est l'auteur de nombreuses musiques de films et a travaillé dans de nombreux autres domaines : théâtre, télé, publicité, web. Il poursuit actuellement une carrière solo,.

## Biographie

### Débuts
C'est au sein du groupe de rock Io qu'Alain Ranval commence à faire parler de lui en tant que guitariste et compositeur au début des années 1970. Io propose des morceaux élaborés, et se classe dans la catégorie de groupes de rock progressif.
Io remporte notamment le tremplin du Golf-Drouot (plus exactement : le « prix de la bonne humeur ») et obtient, en 1971, le titre de meilleur espoir musical dans le magazine Best.
Dans ce groupe étaient présents déjà Vincent Lamy au chant et Jacques Pradel à la basse.

### Au Bonheur des dames

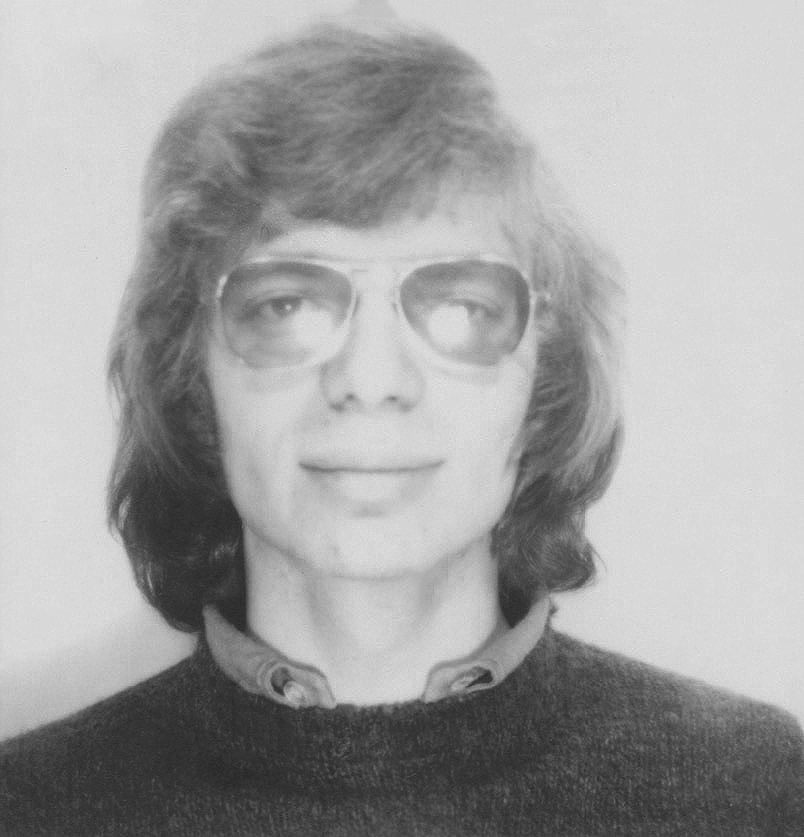
Ramon Pipin en 1973 (Photo d'identité Sacem).

Vincent Lamy et Jacques Pradel, rapidement rejoints par l'intéressé, créent en 1972 Au Bonheur des dames, groupe satirique et fantasque, inspiré du glam-rock, du twist et du rockabilly. Maquillés, portant des costumes lamés, bariolés, affublés de noms de scènes excentriques (Hubert de la Motte Fifrée, Gepetto Ben Glabros, Eddick Ritchell, Rita Brantalou, Gérard Manjouet, Shitty Telaouine, Sharon Glory, Jimmy Freud), Alain Ranval (devenu Ramon Pipin) et ses acolytes proposent lors de concerts très festifs des adaptations de tubes des années 1950 et 1960 ainsi que des compositions personnelles. De leur premier album (Twist) sera extrait un hit Oh les filles, en tête des hits-parade à l'été 1974,, reprise de la version française par les Pingouins d'une obscure chanson américaine de Marty Robbins : Sugaree  qu'ils agrémentent de modifications subversives, et qui se vendra à 500 000 exemplaires.
Ils enchaînent avec un second album, Coucou Maman, toujours aussi décalé, passant du yéyé au cha-cha-cha sur des textes plutôt régressifs (Coucou Maman, Bébert le dromadaire), provocateurs (Laura) ou récréatifs (Quand arrive l'été). Mais le groupe ne renoue pas avec le succès de Oh les filles. Un dernier 45 tours, adaptation française du tube de Camillo Sag Warum est mis en boîte. Puis des tensions apparaissent sur l'orientation artistique et Ramon quitte le groupe. Celui-ci produira un dernier album et un 45 tours, avant de s'arrêter pour quelques années.
Il les retrouve pour deux albums studio : Jour de fête en 1986, avec l'hymne Roulez bourrés, Métal Moumoute en 2006 et un album en concert à l'Olympia.

### Ramsès et Odeurs
Alain Ranval monte alors à Paris le studio d'enregistrement Ramsès qui voit défiler la plupart des musiciens de studio français au service d'artistes renommés. Citons Didier Lockwood, Bernard Paganotti, Klaus Blasquiz, Jean-Michel Kajdan ou encore Manu Katché qui y fait ses premières armes. Mais Ramon a un autre projet : en binôme avec l'auteur Costric 1er, dans une veine humoristico-satirique sans barrières, apportant ses propres compositions et son exigence musicale, il souhaite monter son propre groupe. Il enregistre en 1979, au gré des rencontres dans son studio, le premier album d'Odeurs : Ramon Pipin's Odeurs. Parodique, abrasif, l'album rencontre un réel succès et s'écoule à 100 000 exemplaires.
Un second album, encore plus ambitieux dans sa réalisation, paraît en 1980. Là encore, la liste des musiciens participants — une cinquantaine —, est impressionnante, ainsi que la qualité de la réalisation et des arrangements. 1980 : No Sex, avec sa pochette sur laquelle une poupée gonflable se suicide, dépassera les 150 000 exemplaires vendus, et deviendra un album culte représentatif de l'esprit explosif qui souffle sur le milieu artistique où s'illustrent Coluche et Pierre Desproges, dont le groupe est proche.
Odeurs propose un troisième album De l'Amour et, avec son acolyte Jean-Philippe Goude, Ramon Pipin limite volontairement le spectre des couleurs musicales pour construire un LP plus cohérent et plus typé. Les textes et le propos y sont toujours très personnels, mais une identité musicale se fait jour, la parodie disparaît. Y participent des musiciens avant-gardistes tels Richard Pinhas.
Suivent un quatrième album en 1983 : Toujours plus haut, dans lequel retentit Le cri du kangourou puis un cinquième qui vient témoigner de leur présence scénique : Live : Optimiste.
Bien que la scène n'ait pas été envisagée au début de l'aventure, Odeurs s'y illustre avec brio dès 1979, offrant des spectacles mémorables avec costumes, mise en scène, décors, gags visuels, parfums à base de céleri et musique de qualité. Après le départ de Gary Picketson (Guy Khalifa) et Laurent de Gaspéris et autour du noyau dur constitué de Clarabelle, Rita Brantalou, Edouard Tapofon (Amaury Blanchard), Sharon Glory (Philippe Vauvillé), La Pliure (Gérard Prévost), Jean-Philippe Goude, Shitty et Esno, se retrouvent d'autres musiciens illustres de ces années-là tels Patrick Gauthier, Klaus Blasquiz, Stella Vander et Liza Deluxe (de Magma) ou encore Michel Winogradoff, Bertrand Auger, Alain et Yvon Guillard, Valérie Btesh, Véronique Raux et Steve Shehan. Ils restent six semaines à Bobino en 1980, onze jours à l'Olympia en 1981, et six semaines au Théâtre du Gymnase en 1983, et sillonnent l'hexagone, remportant partout un accueil enthousiaste. De 28 lors de la première tournée, le groupe se stabilisera à une dizaine autour de Ramon, avec Shitty, Rita, Clarabelle, Amaury, La Pliure, Esno, Sharon et Superbranlo (Hervé Lavandier) pour la plus longue période.

### Le musicien
Durant tout ce temps, Alain Ranval continue ses activités musicales au sein de Ramses. Compositeur, arrangeur, il commence à se faire un nom dans le milieu de la musique de film avec Patrice Leconte et travaillera ultérieurement avec Albert Dupontel, Antoine de Caunes, Laurent Baffie, Christian Clavier et écrira de nombreuses BO pour des fictions télé ou d'innombrables programmes courts et publicités.
Alain Ranval s'est nourri d'une large palette d'influences. Comparé parfois à Frank Zappa pour son esprit frondeur et son exigence artistique, il vénère Gentle Giant, les Beatles, Brian Wilson, mais aussi XTC, ou encore the Tubes, et son éclectisme musical lui occasionnera des rencontres improbables, comme avec John McLaughlin, qui participera à un de ses albums solo.
Il réalisera également trois albums-phare avec Renaud (Marche à l'ombre, Le Retour de Gérard Lambert, Morgane de toi). Il est notamment le compositeur de Mon beauf' et des Aventures de Gérard Lambert.

### Solo
Le projet Odeurs étant arrivé à son terme en 1986, Alain Ranval, sous son nom d'artiste Ramon Pipin, débutera un parcours solo, avec son acolyte Yves Hirschfeld pour l'écriture des textes le plus souvent. Il compose l'intégralité de ses musiques — hormis la reprise de Si tu vas à Rio de Dario Moreno, transfiguré par l'incroyable travail du musicien japonais Yasuaki Shimizu sur l'album Bye, Bye Vinyl—, et les reprises de standards du « British boom » — un hommage à ses influences —, sur l'album Ready, Steady, Go. Cinq albums ont été réalisés à ce jour : 

#### Nous sommes tous frères
Nous sommes tous frères sort en 1985 après une gestation de 3 mois de studio. Réalisé par Ramon Pipin, Jean-Michel Kajdan et Hervé Lavandier, les chansons qu'il contient sont toutes composées par Ramon, et les textes sont principalement écrits en collaboration avec Yves Hirschfeld, mais y participent d'autres auteurs tels Laurent Baffie, Costric 1er, Henri Steimen, Hugues de Courson. Comme toujours, les arrangements et la réalisation sont très soignés. Le son de l'album est basé sur des séquences et des claviers, à part les fadaises d'Etretat aux couleurs très jazzy (John McLaughlin joue d'ailleurs sur ce dernier titre).

#### Bye bye vinyletReady Steady Go
En 1990, Ramon Pipin sort Bye bye vinyl, suivi en 1992 de Ready Steady Go. Le premier, plutôt pop, est très varié : du jazz manouche sur Parfaite à l'ambiance très funk de Speed, voire presque rappé/jazzy/funk/free (Premier baiser) ou inclassable (Si tu vas à Rio), il présente un panorama éclectique du touche-à-tout arrangeur Ramon Pipin. Le troisième album, Ready Steady Go est totalement consacré à des reprises anglo-saxonnes (de 1964 à 1967), que Ramon Pipin agrémente de ses propres textes écrits avec Hirschfeld. On remarquera notamment La porte du Jardin pour lequel un clip minimaliste a été réalisé, mais ne sera que peu diffusé (on comprendra pourquoi à l'écoute des paroles).

#### Comment éclairer votre intérieur

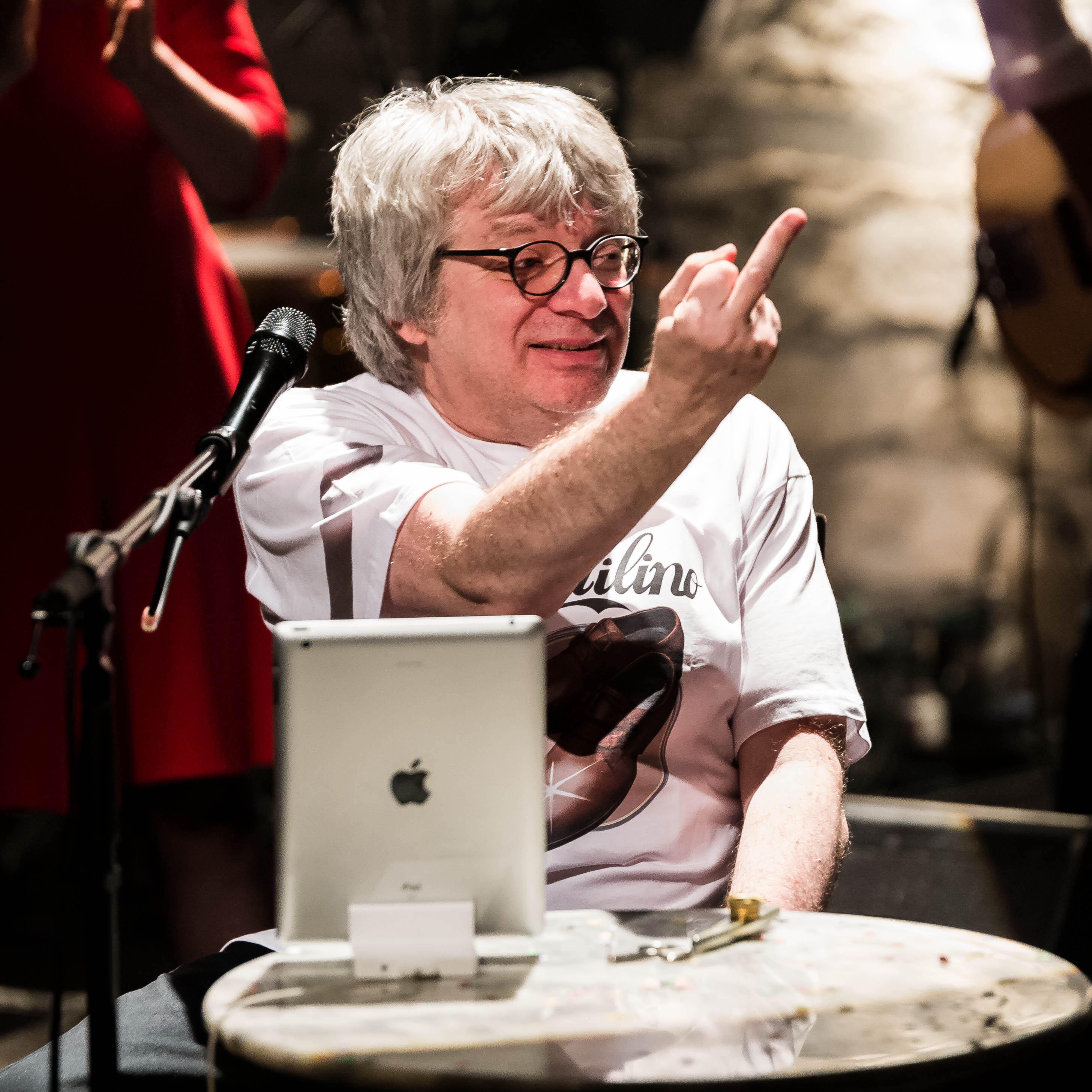
Les facéties de Ramon Pipin en Concert au café de la Danse en 2016

Comment éclairer votre intérieur est publié en 2016. L'album contient à la fois deux relectures d'anciens morceaux Nous sommes tous frères, ou Youpi la France, des twongs (invention de Ramon Pipin, des tweets en forme de songs, des morceaux de moins de 140 caractères), et tout un ensemble de nouvelles chansons. La réalisation est sophistiquée, la production de qualité et les musiciens irréprochables. Les genres musicaux abordés sont très variés, parfois intimistes et soft (Pour mon anniversaire, Mon avocat est dans la salle), tantôt pop années 60 (Bernadette se marie), très Paul McCartney avec sa guitare proche de Getting Better et décorée de chœurs d'inspiration Beach boys, parfois Heavy rock (Comment éclairer votre intérieur), et même Disco (Danser au Palace). C'est souvent le télescopage entre paroles/musique qui fait naître l'humour (Danser au Palace, Une chanson ennuyeuse, ou Je ne parviens pas à jouer correctement le blues, Blues rock particulièrement efficace). Le ton est tantôt moqueur (Mon public), voire grinçant (C'était chouette) ou scabreux (Pour mon anniversaire), l'ambiance générale celle d'un doux cynisme désabusé. On notera une petite incursion vers l'electro (Une chanson ennuyeuse), et la reprise de My Generation, le cri de révolte de la jeunesse des Who en 1965, qui devient ici, sous une forme synth-twist minimaliste, la complainte des anciens (laissez nous kiffer la r'traite, plutôt mourir que rester d'jeuns).
Un premier clip, réalisé par Maxime Ruiz, avec Francis Kuntz de Groland, illustre Une chanson ennuyeuse, dont la mélodie ne contient qu'une seule note, réjouissante ode à la vacuité et la fadeur de la création musicale hexagonale. Le clip contient un petit aparté Kuntz-Pipin au milieu du morceau, qui pousse le décalage encore un peu plus loin.
Les prémisses de l'album ont été présentées en concert en 2012, puis en 2015. Deux autres concerts suivent la sortie de l'album, toujours au Café de la Danse, pour lesquels Ramon Pipin monte une équipe de musiciens très complète (basse-batterie-guitares-clavier-choristes-cuivres-cordes) et comme toujours, des sketches et des enchaînements décapants (présence d'une table de bistro, sur scène, avec son client puis le serveur).
Décembre 2017, Ramon Pipin entre à nouveau en studio afin de préparer un nouvel album contenant des nouveautés dont le travail préparatoire s'est déroulé depuis l'été. Concomitamment, un second clip, à nouveau réalisé par Maxime Ruiz (auteur de la pochette de Comment éclairer votre intérieur et de son logo clown ampoule associé) paraît début 2018 : Nous sommes tous frères, morceau déjà présent dans le premier album éponyme de 1985, présenté ici dans sa version remaniée de 2016. L'électronique a fait place à un quatuor de cordes, le texte a subi quelques mises à jour, et la structure rythmique complexe de son refrain, avec ses accents toniques, fonctionne toujours aussi bien.
Février 2018, toutes les prises ont été réalisées et Ramon part mixer l'album en Belgique, au studio ICP Bruxelles. Il se produit alors à nouveau au Café de la Danse avec le Ramon Pipin Band (treize musiciens) en avril 2018 afin d'y présenter ce nouvel album : Qu'est ce que c'est beau. Comme à son habitude, dans une approche globale de la notion de spectacle, ce concert sera l'occasion de surprises. Le spectacle est divisé en deux parties, et après un entracte se présentent les Excellents (voir plus bas). Dans la deuxième partie, un quatuor à cordes rejoint l'équipe, ajoutant de nouvelles couleurs à la proposition musicale de Ramon Pipin, dans une démarche qu'il avait entamé sur le 4e album (Comment éclairer votre intérieur).

#### Un hommageanthume
En mai 2018, le Pôle supérieur d'enseignement artistique de Paris-Boulogne organise un hommage à Ramon Pipin et Odeurs (hommage préthume, néologisme créé par Ramon Pipin et qu'il préfère à l'officiel anthume).
Cette prestation unique couvre une large gamme de compositions, allant du premier album d'Odeurs (Le vilain petit zoziau) jusqu'aux dernières productions (non encore sorties à ce jour : L'homme du Picardie, Mon arbre génialogique, La fête aux Emirats...). Cet hommage est l'occasion d'un important travail de ré-arrangement et d'interprétation pour les étudiants (Que c'est bon en tango torride, J'ai le mauvais goût dans la bouche, Je m'aime, Cette fille-là, Le stade nasal, Le jour où les oranges pelurent, La viande de porc, Une chanson ennuyeuse...).
Dirigé par Yvan Cassar et François Vion, mis en scène par Camille Saféris, le spectacle alterne interview-rétrospective de l'auteur et interprétation des morceaux. Pendant ce temps, Francis Kuntz illustre/perturbe/intervient selon le contexte, installé sur un canapé, circulant à patinette, simulant un solo de guitare, mimant des personnages, tandis que Klaus Blasquiz interprète un paroxystique Ma fils Tennessee accompagné d'une chanteuse, ou encore le rôle du psychanalyste du Stade nasal, confessant la chanteuse allongée sur le divan, le tout dans un spectacle total, mélangeant comédie, projections d'archives et prestations musicales. Les vocaux sont assurés soit par Ramon lui-même, soit par les choristes/musiciens qui se succèdent sur les différents morceaux, puis reprennent leur place au sein des chœurs ou derrière leurs instruments.
Une section de cordes, de cuivres, 5 choristes (dont Clarabelle), un ensemble vocal, des claviers, des guitares, basse, batterie, une rotation des musiciens à chaque poste, des interventions de Jean-Michel Kajdan, ce spectacle est l'occasion de découvrir un palette de jeunes talents portant chacun à leur façon les propositions musicales de Ramon Pipin.

#### Qu'est ce que c'est beau
Qu'est ce que c'est beau, dont les prises ont été réalisées en février (voir plus haut) sort en une toute première version collector fin 2018. L'album, livré dans un coffret, est numéroté, accompagné d'un livret (Les perles à Pipin). Les premières critiques, soulignent la qualité musicale (orfèvres du son, prod de la mort qui tue) et des textes (sur le monde qui l'entoure et la nature humaine pas toujours humaine, revendicatif comme il ne faut pas) ou souligne l'artiste irrévérencieux et ses loufoqueries [de] rockeur facétieux.
Dans l'entretien consacré à l'artiste, CultureBox, le magazine culturel de France Télévision, souligne la mélo-manie, les références musicales, l'amour des mots et les arrangements musicaux de l'album,,. Il est présenté au public lors de concerts à Paris en février 2019 au Café de la Danse.

#### Alafu
Alafu, le septième album solo de Ramon Pipin, sort le 11 mai 2020, jour de déconfinement de la crise de Covid-19, inclut le titre Je promène le chien, écrit trois ans plus tôt, présentant un personnage qui, malgré un monde qui s'écroule autour de lui, se contente de promener le chien (ce titre avait déjà été joué sur scène lors des concerts suivant la sortie de Comment éclairer votre intérieur et de Qu'est ce que c'est beau).
Composé, arrangé et écrit par Ramon Pipin, l'album décline onze titres (dix et demi selon l'auteur, à la suite d’une blague qu'il mène à son terme) prenant la forme d'un recueil souvent cocasse, parfois grinçant et toujours captivant dont les couleurs couvrent une très large palette de styles et d'inspirations. De riffs très incisifs (Je promène le chien) à la fanfare tzigane (La Petite Mort), de morceaux plus pop (Les Mecs en trottinette) à la douce ballade (Quand je rêve), de tourneries très lourdes (Le Débat) à de l’electro-dance (Je grouve), la ligne commune de l'ensemble tient comme à son habitude à une réalisation extrêmement précise, un travail de son poussé et des textes ironiques (de la chronique familiale 3 sœurs, 2 frères et 1 micro-ondes, l'indigence administrative Le Centre de gravité et la vengeance sans scrupule de Ça m'a fait plaisir. Enfin, l'humour absurde du Quatuor silencieux et son titre associé Coprolithe pour des temps incertains donne à l'auditeur attentif l'occasion de consulter le dictionnaire.
Un premier clip sort dans la foulée Je promène le chien, réalisé par Max Ruiz, illustrant la chanson qui traite du désintérêt d'un personnage pour la destruction de tout ce qui l'entoure.
Un second clip, en noir et blanc, est proposé en octobre 2020 pour la chanson La Petite Mort. Dans son texte de présentation, l'auteur explique qu'il s'est saisi d'un sujet dont il ne connaît absolument rien, mais qui semble fasciner les magazines. Le clip met en scène plusieurs personnages féminins, chacune expliquant ses méthodes de recherche du plaisir.

#### Jubilé 50 ans (le concert)
Pour marquer ses 50 ans de carrière — et ses 70 ans —, un concert recouvrant l'ensemble du travail de Ramon Pipin, de Au Bonheur des Dames à ses albums solo, en passant par Odeurs a lieu le 25 mai 2022 au café de la Danse avec de nombreux invités parmi les meilleurs musiciens français, ,,.

#### Best Œuf (le coffret) et la clé USB
Dans la foulée du concert Jublié, un coffret 6 CD sort en juin 2023. Il contient 59 chansons couvrant l'ensemble de la carrière de l'artiste (du Bonheur des Dames à ses titres en solo, en passant par Odeurs, ainsi que les musiques de films). Il permet en outre de découvrir quatre nouveaux titres écrits après Alafu. Certains morceaux ont été remixés, et des parties ajoutées (guitare sur Bernadette se marie et Que c'est bon, voix et orgue sur Bye bye vinyl, basse sur Douce crème, Joe Feedback, L'amour, quatuor à cordes sur Douce crème et Que c'est bon, batterie sur Joe Feedback, cuivres sur Dimanche soir. Le coffret est accompagné d'un double livret détaillant pour chacun des morceaux anecdotes et contextualisation.
La clé USB contient quant à elle des captations de sept concerts (3 d'Odeurs, 1 du Bonheur des dames, 2 du Ramon Pipin Band, et le concert anthume), 11 clips vidéos, et le court métrage Et tu récolteras ce que tu as semé.
La sortie du Best Oeuf est l'occasion pour Ramon Pipin de proposer en concert une relecture de ses morceaux sous deux formats très différents : ZacoustiK, formation restreinte constituée d'un quatuor à cordes, piano, et guitare, et ZElectrik, formation rock (guitare basse batterie) (octobre et novembre 2023).

#### Chants électriques
Comme le faisait pressentir les derniers concerts au cours desquels de nouvelles compositions apparaissaient régulièrement (Le tiroir du bas, Obsolète, Daisy Belle), Ramon Pipin continue d'écrire des chansons, et entre en studio durant l'été 2024 pour enregistrer de nouveaux titres. Un nouvel album studio, Chants électriques paraît le 20 décembre 2024.
Comme l'indique son titre, cet album de 13 titres, au son très rock, fait la part belle aux riffs de guitare saturés et aux solos épiques (par exemple avec le premier titre Daisy Belle).
L'opus propose aussi d'autres ambiances, de l'electro pop, ou des ballades , passant d'une parodie de chanson russe (Dansons le Navitchok) au plus touchant (Dans le tiroir du bas), mélangeant tristesse diffuse, colère latente, à son humour omniprésent . "Mais comme le dit Ramon, l'humour est un truc très sérieux".

### Les autres facettes
Alain Ranval a réalisé un court-métrage : Et tu récolteras ce que tu as semé... avec Jacky du Club Dorothée.
Il crée depuis 2016 des petites pastilles éditoriales sur Facebook :  le Journal at Homique où il commente l'actualité à sa sauce. Avec la maturité, le projet s'est divisé en plusieurs sous-rubriques : la blague con du mercredi, des critiques de films (ou plutôt des critiques de critiques de film) et surtout Les Excellents, duo formé avec Camille Saféris, dans lequel, armés de ukulélés et affublés de déguisements minimalistes, ils interprètent, traduisent en français, et massacrent les grands titres du Rock (et d'ailleurs), tels que Who are you des The Who, I love rock'n roll de Joan Jett, ou encore Like a virgin de Madonna. Leur reprise de Billie Jean de Michael Jackson dépasse les 380 000 vues et le site cumulé avoisine le million. En 2024, les Excellents se produisent à nouveau sur scène, cette fois-ci en adaptant à leur façon l'album Revolver des Beatles.
Les exigences de Ramon Pipin ne se limitent pas à la composition et à la réalisation musicale. La création d'Odeurs et le travail avec Costric 1er montraient l'intérêt de Ramon pour l'écrit. Seul aux manettes pour sa carrière solo, il se lance alors plus avant dans l'écriture des textes. Les riches explications présentes sur les livrets de ses albums (Comment éclairer votre intérieur, le Best of d'Odeurs...), son site web, les commentaires et présentations de son travail sur Facebook sont de multiples occasions de le constater. En 2015, il écrit son premier roman, Une jeune fille comme il faut, un policier noir et désespéré, qui relate les péripéties d'un flic et de son fils face à une trouble affaire d’enlèvement. Comme à son habitude, Ramon dresse un tableau cynique de l'humanité qu'il allège par des digressions tout à fait loufoques, qui trouvent leur sommet dans une analyse approfondie des problématiques liées au laçage des chaussures (!).

## Discographie

### Albums studio
| 1.  | Au bureau !                            |  |
| 2.  | J'te boufferais tellement que j't'aime |  |
| 3.  | Tu m'as fait mal à mon p'tit cœur      |  |
| 4.  | Week-end au couvent                    |  |
| 5.  | Les fadaises d’Étretat                 |  |
| 6.  | Nous sommes tous frères                |  |
| 7.  | Je plais                               |  |
| 8.  | Restons platoniques                    |  |
| 9.  | Baby Doll                              |  |
| 10. | La misère du monde                     |  |

| 1.  | Parfaite                                         |  |
| 2.  | Qu'est-ce qu'elles font dans la salle de bains ? |  |
| 3.  | Speed                                            |  |
| 4.  | J' fais des trucs fous                           |  |
| 5.  | Me voila                                         |  |
| 6.  | Y'a pas mieux                                    |  |
| 7.  | Dimanche soir                                    |  |
| 8.  | No lo so                                         |  |
| 9.  | Premier baiser                                   |  |
| 10. | Bye bye Vinyl                                    |  |
| 11. | Téloche                                          |  |
| 12. | Comme à lakoutumé                                |  |
| 13. | Si tu vas à Rio                                  |  |
| 14. | Uranus, Neptune ou Pluton                        |  |

| 1.  | La porte du jardin           |  |
| 2.  | Les happenings de mes 18 ans |  |
| 3.  | J'm'appelle René             |  |
| 4.  | Tête d'ampoule               |  |
| 5.  | C'est plus fort que moi      |  |
| 6.  | Doudou de satin              |  |
| 7.  | Bébi, arrache-toi            |  |
| 8.  | Michaël                      |  |
| 9.  | Qu'est ce que tu vas faire ? |  |
| 10. | 60 Mn/s                      |  |
| 11. | Mon pote Jack                |  |
| 12. | A Fleury                     |  |
| 13. | Le chagrin                   |  |

| 1.  | Poème                                              |  |
| 2.  | Mon public                                         |  |
| 3.  | Comment éclairer votre intérieur                   |  |
| 4.  | Les Puritains                                      |  |
| 5.  | Une chanson ennuyeuse                              |  |
| 6.  | Mon avocat est dans la salle                       |  |
| 7.  | À l'expo de Bob                                    |  |
| 8.  | Tu fais des salades                                |  |
| 9.  | Bernadette se marie                                |  |
| 10. | Le velours côtelé                                  |  |
| 11. | Je ne parviens pas à jouer convenablement le Blues |  |
| 12. | Pour mon anniversaire                              |  |
| 13. | Migrant                                            |  |
| 14. | Nous sommes tous frères                            |  |
| 15. | À l'origine de l'univers                           |  |
| 16. | Youpi la France                                    |  |
| 17. | C'était chouette                                   |  |
| 18. | Danser au Palace                                   |  |
| 19. | C'est mon dernier concert                          |  |
| 20. | Ma Génération                                      |  |

| 1.  | Anecdote                 |  |
| 2.  | Esthë Një Tavolinë       |  |
| 3.  | Qu'est-ce que c'est beau |  |
| 4.  | Le Club                  |  |
| 5.  | Ma maison                |  |
| 6.  | L'homme du Picardie      |  |
| 7.  | Les mots de passe        |  |
| 8.  | Mon arbre génialogique   |  |
| 9.  | Polpote Park             |  |
| 10. | La fête aux Émirats      |  |
| 11. | Viandox                  |  |
| 12. | Starway to Eleven        |  |
| 13. | Pyongyang                |  |

| 1.  | Je promène le chien                  |  |
| 2.  | 3 sœurs, 2 frères, 1 micro-ondes     |  |
| 3.  | Les mecs en trottinette              |  |
| 4.  | La petite mort                       |  |
| 5.  | Le centre de gravité                 |  |
| 6.  | Quand je rêve                        |  |
| 7.  | Je grouve                            |  |
| 8.  | Le débat                             |  |
| 9.  | Le Quatuor silencieux                |  |
| 10. | Ça m'a fait plaisir                  |  |
| 11. | Coprolithe pour des temps incertains |  |

| 1.  | Youpi la France                     | 3:51 |
| 2.  | Douce crème                         | 4:16 |
| 3.  | Le vilain petit zoziau              | 2:16 |
| 4.  | De quoi                             | 1:48 |
| 5.  | Le stade nasal                      | 4:03 |
| 6.  | La viande de porc                   | 3:33 |
| 7.  | J'ai le mauvais gout dans la bouche | 2:52 |
| 8.  | Je m'aime                           | 3:13 |
| 9.  | Que c'est bon                       | 3:35 |
| 10. | L'amour                             | 3:09 |
| 11. | Friquet et Colinot                  | 2:26 |
| 12. | Le cri du kangourou                 | 3:09 |
| 13. | Oh, les beaux dimanches             | 3:51 |
| 14. | Keskilébien                         | 3:48 |
| 15. | Les fadaises d'Etretat              | 4:47 |
| 16. | Au bureau                           | 4:47 |
| 17. | Toute la misère du monde            | 6:05 |
| 18. | Ta robe en taffetas                 | 3:50 |

| 1.  | Parfaite                                           | 1:57 |
| 2.  | Bye bye vinyl                                      | 3:46 |
| 3.  | Dimanche soir                                      | 3:52 |
| 4.  | Uranus, Neptune ou Pluton                          | 4:59 |
| 5.  | La porte du jardin                                 | 3:06 |
| 6.  | Joe Feedback                                       | 3:56 |
| 7.  | Cette fille-là                                     | 2:36 |
| 8.  | La plouie                                          | 3:56 |
| 9.  | Ségolène                                           | 3:07 |
| 10. | Mes funérailles                                    | 2:54 |
| 11. | Comment éclairer votre intérieur                   | 2:36 |
| 12. | Bernadette se marie                                | 3:37 |
| 13. | Je ne parviens pas à jouer convenablement le blues | 3:39 |
| 14. | Une chanson ennuyeuse                              | 2:40 |
| 15. | Les puritains                                      | 3:00 |
| 16. | Mon avocat est dans la salle                       | 4:12 |
| 17. | Nous sommes tous frères                            | 4:22 |
| 18. | Migrant                                            | 0:29 |
| 19. | C'était chouette                                   | 3:54 |
| 20. | C'est mon dernier concert                          | 2:56 |

| 1.  | Anecdote                           | 5:46 |
| 2.  | ESHTE NJE TAVOLINE                 | 3:38 |
| 3.  | Mon arbre génialogique             | 3:38 |
| 4.  | La fête aux Émirats                | 0:52 |
| 5.  | Starway to eleven                  | 3:51 |
| 6.  | Qu'est ce que c'est beau           | 3:26 |
| 7.  | Polpote Park                       | 4:00 |
| 8.  | Le club                            | 3:11 |
| 9.  | Viandox                            | 4:15 |
| 10. | Le centre de gravité               | 3:59 |
| 11. | Je promène le chien                | 2:59 |
| 12. | La petite mort                     | 3:04 |
| 13. | Quand je rève                      | 3:55 |
| 14. | 3 soeurs, 2 frères, un micro-ondes | 3:09 |
| 15. | Le débat                           | 3:45 |
| 16. | Les mecs en trotinette             | 3:33 |
| 17. | Ça m'a fait plaisir                | 2:49 |

| 1.  | Je suis mou                        | 3:20 |
| 2.  | Le gros snob                       | 3:04 |
| 3.  | Quelle aventure mon gars           | 2:19 |
| 4.  | Final : On a été féconds (live)    | 9:00 |
| 5.  | Le petit lézard vert               | 3:44 |
| 6.  | L'acné juvénile                    | 2:44 |
| 7.  | Langue de vipère                   | 3:08 |
| 8.  | Je ne sais pas dire non            | 3:45 |
| 9.  | Au hammam                          | 3:18 |
| 10. | Zip                                | 2:30 |
| 11. | Les pétanqueurs                    | 3:18 |
| 12. | Moi, ce que je veux, c'est coucher | 3:12 |
| 13. | Ratatouille                        | 3:09 |
| 14. | It is not because your are         | 3:25 |
| 15. | Parme comme le zan                 | 3:46 |
| 16. | All the stars                      | 4:10 |
| 17. | 4 garçons dans le vent             | 4:11 |
| 18. | Hollywood                          | 0:30 |

| 1. | J'aurais voulu être une groupie | 3:20 |
| 2. | Mathwong                        | 0:27 |
| 3. | Septuageneur                    | 3:53 |
| 4. | Histoire d'O                    | 2:28 |

| 1.  | Elle voit des nains partout          | 3:04  |
| 2.  | Bernie                               | 5:02  |
| 3.  | Du bleu jusqu'en Amérique            | 7:26  |
| 4.  | Les clés de bagnole                  | 2:11  |
| 5.  | Au crépuscule des temps              | 5:12  |
| 6.  | Enfermés dehors                      | 1:49  |
| 7.  | Coluche c'est l'histoire d'un mec    | 8:00  |
| 8.  | Little Wenzhou                       | 6:20  |
| 9.  | Henry                                | 2:59  |
| 10. | On ne choisit pas sa famille         | 2:44  |
| 11. | Yann Piat, chronique d'un assassinat | 8:07  |
| 12. | Une femme dans mon coeur             | 6:44  |
| 13. | Baloche                              | 1:38  |
| 14. | Enigma                               | 12:19 |

| 1.  | Daisy Belle                 | 3:30 |
| 2.  | Obsolète                    | 3:10 |
| 3.  | Dansons le Novitchok        | 2:35 |
| 4.  | Dans la ville où que je vis | 3:52 |
| 5.  | Je suis très content        | 3:06 |
| 6.  | Je joue de la guitare       | 3:53 |
| 7.  | Dans le tiroir du bas       | 3:53 |
| 8.  | La peur                     | 3:17 |
| 9.  | Ce que je pense             | 3:45 |
| 10. | Les comédies pas drôles     | 3:22 |
| 11. | L'andamour                  | 3;42 |
| 12. | Fais de beaux rêves         | 3:29 |
| 13. | Une chanson émouvante       | 3:34 |

## Filmographie

### En tant que compositeur et/ou interprète des chansons du film
- 1982 : Elle voit des nains partout ! de Jean-Claude Sussfeld
- 1983 : Rock and Torah (Le Préféré) de Marc-André Grynbaum
- 1983 : Circulez y'a rien à voir de Patrice Leconte
- 1992 : Désiré, court-métrage d'Albert Dupontel
- 1992 : Vacances au purgatoire, téléfilm de Marc Simenon
- 1994 : Highlander: The Adventure Begins, vidéo de Frederic Dybowski
- 1994 : Dog Tracer, série télévisée
- 1995 : Cinematoc, série télévisée
- 1995 : Une femme dans mon cœur, téléfilm de Gérard Marx
- 1996 : Louise, mini-série télévisée
- 1996 : Baloche, téléfilm de Dominique Baron
- 1996 : Bernie d'Albert Dupontel
- 1997 : Enigma, série d'animation
- 1997 : La Belle Vie, feuilleton en 3 épisodes de Gérard Marx
- 1997 : Les Zinzins de l'espace (Space Goofs), série télévisée
- 1998 : Une semaine au salon, téléfilm de Dominique Baron
- 1998 : Micro climat, téléfilm de Marc Simenon
- 1998 : Et tu récolteras ce que tu as semé, court-métrage de Ramon Pipin
- 1998 : Tous les papas ne font pas pipi debout, téléfilm de Dominique Baron
- 1999 : Ballade de Don, court-métrage de Jean Veber
- 1999 : La Princesse du Nil, série télévisée d'animation
- 1999 : Chambre n° 13, série télévisée) de Sarah Lévy, épisode Coccinelle
- 1999 : Le Créateur d'Albert Dupontel
- 1999 : Du bleu jusqu'en Amérique de Sarah Lévy
- 2000 : Hot Dog, court-métrage de Laurent Baffie
- 2000 : Cosmocrator, court-métrage d'Hervé Ganem
- 2000 : Les redoutables, série télévisée de Sarah Lévy, épisode Prime Time
- 2000 : Stupid Invaders, jeu vidéo
- 2001 : Sherlock Holmes à Trouville, court-métrage d'Hervé Ganem
- 2001 : Les Nouvelles Aventures de Lucky Luke, série d'animation
- 2003 : Les Clefs de bagnole de Laurent Baffie
- 2004 : Méthode anglaise de Sarah Lévy
- 2004 : Un petit garçon silencieux, téléfilm de Sarah Lévy
- 2006 : Enfermés dehors d'Albert Dupontel
- 2006 : Au crépuscule des temps, téléfilm de Sarah Lévy
- 2008 : Little Wenzhou, téléfilm de Sarah Lévy
- 2008 : Coluche, l'histoire d'un mec d'Antoine de Caunes
- 2010 : Henry de Pascal Rémy et Kafka
- 2011 : On ne choisit pas sa famille de Christian Clavier
- 2012 : Yann Piat, chronique d'un assassinat, téléfilm d'Antoine de Caunes
- 2014 : La Clinique du docteur Blanche, téléfilm de Sarah Lévy

### En tant qu'acteur
- 1976 : Je t'aime moi non plus de Serge Gainsbourg : le guitariste
- 1996 : Baloche (téléfilm) de Dominique Baron : Alain
- 1998 : Et tu récolteras ce que tu as semé (court-métrage) de Ramon Pipin : un passager du train
- 2001 : Sherlock Holmes à Trouville (court-métrage) de Hervé Ganem : le tueur sous hypnose
- 2006 : Au crépuscule des temps (téléfilm) de Sarah Lévy : le survivant à lunettes